# Jean-Pierre Blancpain
Pour les articles homonymes, voir Blancpain.
Jean-Pierre Blancpain, né en 1932, est un historien français, spécialiste du Chili et des migrations européennes vers l'Amérique latine. Il est le fils de l’écrivain Marc Blancpain.

## Publications
- Vom Bilateralismus zur Konvertibilität ; Zurich (1962)
- Collaboration à Aujourd’hui l’Amérique Latine de Marc Blancpain ;  Paris : Berger-Levrault (1966)
- Les Allemands au Chili - 1816-1945 (préface de Pierre Chaunu) ; Wien : Böhlau Verlag  (1974)  (ISBN 3-412-01674-8)
- Francia y los franceses en Chile 1700-1980 ; Santiago : Hachette (1974)
- Les Araucans et la frontière dans l'histoire du Chili des origines au XIXe siècle - une épopée américaine ; Frankfurt am Main : Vervuert (1990)  (ISBN 3-89354-726-6)
- Immigration et nationalisme au Chili - 1810-1925, un pays à l'écoute de l'Europe ; Paris : l'Harmattan (2005)  (ISBN 2-7475-7863-1)
- Les Juifs allemands et l'antisémitisme en Amérique du Sud - 1930-1950 ; Paris : l'Harmattan (2008)  (ISBN 978-2-2960-5016-7)
- Les européens en Argentine - immigration de masse et destins individuels, 1850-1950 ; Paris : l'Harmattan (2011)  (ISBN 978-2-296-55499-3)
- L'Argentine germanophile et le mythe du IVe Reich - 1880-1955 ; Paris : l'Harmattan (2016)  (ISBN 978-2-343-09744-2)